# Paramount (album)
Paramount è il settimo album del gruppo musicale tedesco Sieges Even, pubblicato nel 2007.

## Tracce
1. When Alpha and Omega Collide – 5:53
2. Tidal – 5:16
3. Eyes Wide Open – 5:41
4. Iconic – 4:59
5. Where Our Shadows Sleep – 7:06
6. Duende – 5:11
7. Bridge to the Divine – 5:56
8. Leftovers – 7:16
9. Mounting Castle in the Blood Red Sky – 5:37
10. Paramount – 8:50

## Formazione
- Arno Menses - voce
- Oliver Holzwarth - basso
- Markus Steffen - chitarra
- Alex Holzwarth - batteria

Musicisti
- Sven Rossenbach - sassofono